# Ørkenspredning
Ørkenspredning er en form for erosion af landsbrugsjord, hvor jorden i relativt tørre landregioner bliver tiltagende ufrugtbar og typisk mister sine vandreserver samt vegatation og dyreliv. Ørkenspredning skyldes flere forskellige faktorer, så som klimaforandringer og menneskelige aktiviteter. Ørkenspredning er et betydeligt globalt økologisk om miljømæssigt problem.
Den store grønne mur, der skal gå fra Senegal i vest tværs over Afrika til Djibouti, er et forsøg at stoppe Sahara i et sprede sig.

## Definition
Der er i fagkredse kontrovers om den korrekte definition af 'ørkenspredning', og der er ifølge den tyske geograf Helmut Geist mere end 100 formelle definitioner. Den mest generelt accepterede defintion blandt disse er den af Princeton University formulerede: "en proces, hvor frugtbar jord ændres til ørken typisk som et resultat af skovning, tørke eller forkert/uhensigtsmæssigt landbrug."
Ørkenspredning er ligeledes defineret af De Forenede Nationer i FN's konvention om bekæmpelse af ørkenspredning (UNCCD) som "nedbrydning af jord i aride, semi-aride og tørre regioner som et resultt af flere faktorer, herunder klimavariationer og menneskelig aktivitet."
Den tidligst kendte diskussion om emnet opstod kort efter den franske kolonisering af Vestafrika, hvor den franske Comité d'Etudes udgav en rapport om "fremadskridende udtørring" (fr.: desséchement progressif), der beskæftigede sig med den forhistoriske udvikling af Saharaørkenen.